# Bassin Malheur
 (avril 2018).
Si vous disposez d'ouvrages ou d'articles de référence ou si vous connaissez des sites web de qualité traitant du thème abordé ici, merci de compléter l'article en donnant les références utiles à sa vérifiabilité et en les liant à la section « Notes et références ».
Le bassin Malheur est un point d'eau de l'île de La Réunion, département d'outre-mer français dans le sud-ouest de l'océan Indien. Alimenté par des cascades, il est situé dans le cours de la ravine Saint-Gilles, un fleuve qui se jette dans l'océan Indien, en aval du bassin Bleu et en amont du bassin des Aigrettes. Ce faisant, il relève du territoire de la commune de Saint-Paul.
C'est dans le bassin Malheur qu'est captée l'eau du canal Bruniquel.